# Аафія Сіддікі
Аафія Сіддікі (нар. 2 березня 1972) — пакистанська вчена- когнітивний нейробіолог . У 2010 році в США її було засуджено до 86 років позбавлення волі за напад на американських слідчих в Афганістані .
Чотири британські депутати назвали суд серйозною помилкою, яка порушила Шосту поправку до Конституції Сполучених Штатів, а також зобов'язання Сполучених Штатів як члена Організації Об'єднаних Націй, і зажадали звільнення Сіддікі. У листі до президента США Барака Обами, вони заявили про брак доказів і даних судової експертизи. Багато хто з прихильників Сіддікі, включаючи деякі міжнародні організації прав людини, стверджують, що Сіддікі не була терористкою і що вона і її маленькі діти були незаконно затримані, допитані і піддані тортурам пакистанською розвідкою та американською владою під час її п'ятирічного «зникнення» .
У 2010 році на аудіозапису, представленому як доказ, начальник поліції провінції Сінд підтвердив свою особисту причетність до арешту та викрадення Сіддікі та її трьох маленьких дітей у березні 2003 року. Він сказав, що в це була залучена місцева влада Карачі, поряд з агентами пакистанських спецслужб (Міжвідомча розвідка), ЦРУ та ФБР .

## Біографія

### Походження
Аафія народилася в Карачі, Пакистан, в сім'ї нейрохірурга Мухаммеда Салея Сіддікі та вчительки Ісмет Фаручі. . Її мати походила з впливової сім'ї та була також членом парламенту Пакістану. Аафія Сіддікі — молодша із трьох дітей у сім'ї. Її брат — архітектор . Сестра Фоузія — невролог . Сіддікі навчалася і проводила наукову роботу в США, Массачусетському технологічному інституті та Університеті Брандейса.
Після закінчення університету вийшла заміж за пакистанського лікаря Мухаммеда Ахмада Хана, що живе в США, але в 2002 році розвелася з ним і повернулася в Пакистан, де, як затверджується, вийшла заміж за Аммара аль-Балучі , племінника одного з організаторів нападів 11 вересня 2001 року Халіда Шейха Мохаммеда . Як і Шейх Мохаммед, він знаходиться у таборі Гуантанамо .

### Зникнення у 2003 році
1 березня 2003 року до рук американських спецслужб потрапив Халід Шейх Мохаммед, підозрюваний в організації терактів 9/11, він був дядьком другого чоловіка Сіддікі. На допитах Халіда катували, зокрема 183 рази тортурою втоплення . Очевидно під впливом катувань Халід Шейх назвав імена Сіддікі та Амхада Хана, її першого чоловіка. У результаті Хана було заарештовано і допитано ФБР, але незабаром звільнено.

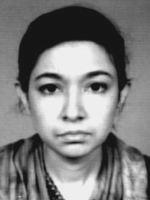
Світлина Сіддікі, зроблена ФБР для розшуку.

### Події 2008 року
У 2008 році американська влада несподівано оголосила про арешт Сіддікі в Афганістані. За їхніми словами 17 липня її заарештувала місцева поліція, а 18 липня туди вже прибули два агенти ФБР, два американські військові та військові перекладачі. Також за їх словами кімната де її допитували, розділялася завісою, і за нею знаходилася Сіддікі, один з військових залишив свій автомат М4 біля фіранки, і Сіддікі захопила автомат, і вистрілила, як свідчив військовий «щонайменше два рази», але ні в кого не потрапила; перекладачі стали вихоплювати у неї автомат, після чого той же військовий вистрілив у неї з пістолета.

### Реакція
Антивоєнна активістка Сінді Шихан розкритикувала вирок та всю судову процедуру, говорячи, що це була пародія на правосуддя, із суддею, який із самого початку не приховував своєї упередженості.
Пакистанське посольство у Вашингтоні висловило тривогу у зв'язку з вироком, і заявило, що добиватиметься екстрадиції.
У вересні 2010 року Міністр внутрішніх справ Пакистану Рахман Малік надіслав листа Генеральному прокурору США, який закликає до екстрадиції Сіддікі до Пакистану. Він написав, що справа Сіддікі стала предметом суспільного занепокоєння в Пакистані, і її екстрадиція показала б добрі наміри США.
У серпні 2014 року стало відомо, що викрадачі, які взяли на себе відповідальність за страту фотожурналіста зі США Джеймса Фолі, згадували Сіддікі в електронному листі до родини Фолі. У ньому автори листа називали її своєю «сестрою» і що Ісламська держава була готова повернути Фолі до США в обмін на неї, на що США не пішло.